# Saint-Pierre-du-Perray
Saint-Pierre-du-Perray is een gemeente in het Franse departement Essonne (regio Île-de-France) en telt 5801 inwoners (1999). De plaats maakt deel uit van het arrondissement Évry en is een van gemeenten van de nieuwe stad Sénart.
Carré Sénart, een activiteitenzone van 196 ha aangelegd op initiatief van de nieuwe stad Sénart, ligt gedeeltelijk op het grondgebied van Saint-Pierre-du-Perray.

## Geografie
De oppervlakte van Saint-Pierre-du-Perray bedraagt 11,6 km², de bevolkingsdichtheid is 500,1 inwoners per km².
De onderstaande kaart toont de ligging van Saint-Pierre-du-Perray met de belangrijkste infrastructuur en aangrenzende gemeenten.

## Demografie
Onderstaande figuur toont het verloop van het inwonertal (bron: INSEE-tellingen).